# 天光圖

一個天光圖，顯示了基於上面極光顯示器的相機拍攝的影像標記切片的繪圖。

天光圖（keogram：源自「Keoeeit」的「keo」，是因紐特語表示「北極光」的單詞。）是一種顯示極光顯示强度的表示法，從相機，更具體地說，在實踐中更理想的是「全天相機」，記錄的圓形螢幕的狹窄部分拍攝。這些來自窄帶的影像在北半球通常北面朝上，在南半球通常南面朝上，收集並形成來自該部分天空的極光的時間相關圖。這允許人們容易地實現當晚顯示器的一般活動，無論其是否被天氣條件中斷，並且允許根據該區域的緯度和經度來確定看到極光的區域。我們通常使用557.7nm的波長（即極光綠線）創建極光的天光圖，彩色圖像自然會產生彩色圖案。
伊瑟（Eather）等人於20世紀70年代開始使用天光圖，以提供一種更實用、更有效的方法來確定極光在整個記錄夜晚的活動，並提供極光詳細運動的視圖，也以人類可見光譜以外的波長記錄極光的光。
因此，天光圖也被用來分析地球電離層中赤道电漿氣泡（EPB）的條件，以估計其在低緯度的緯向漂移。